# Кенијски ћук
Кенијски ћук (лат. Otus ireneae) врста је сове из породице правих сова која живи у Кенији и Танзанији. Претежно настањује тропске шуме централне Африке. Храни се углавном инсектима. Открио ју је 1965. године Сидни Дилон Рипли и на IUCN листи се налази на списку угрожених врста.

## Величина и изглед
Кенијски ћук је веома мала птица. Може да нарасте до висине од 16 до 17 центиметара, а тежи свега 40-50 грама, па је тако најмања сова из породице Otus. Боја перја се јавља у три различите варијанте: тамнобраон, сивобраон и црвенкастобраон. Перје је такође испуњено и великим бројем густих пруга и мрља. Ова птица има смеђе-жуте или бледе обрве, а ушно перје је слабо дефинисано. Има велике, жуте очи које јој омогућавају да боље види у мраку. Иако кенијски ћук подсећа на врсту Glaucidium capense, ипак се јасно разликују јер је врста Glaucidium capense већа од ћука и има већи трбух.

## Распрострањеност и станиште
Ова птица је први пут виђена у шумама Кеније 1965. године. Све до 1992. се сматрало да је то једино њено станиште, док није откривена и на североистоку Танзаније. Популација кенијског ћука је веома мала - верује се да броји свега око 2000 јединки, а у Кенији живи поред границе са Сомалијом. Верује се да ће у будућности бити откривена и на другим локацијама, и то у другим деловима централноафричке тропске шуме. У Кенији на површини од око 220 km² живе приближно 1000 пара, док у Танзанији на површини од 97 km² живи свега пар стотина јединки.
Ћук је шумска птица. Претежно живи у шумама у којима доминира старо дрвеће цинометре. Може живети и у другим старим шумама, али углавном бира оне у којима није приметна људска активност. Она проводи већину времена на цинометрином дрвету, ту се одмара, тражи храну и прави своје гдездо у шупљинама истог. Кенијски ћук се може наћи на надморској висини 200-400 метара у мешовитим шумама, мада најчешће живи у тропским шумама до 70 метара надморске висине.

## Начин живота
Као и све остале сове, и кенијски ћук је ноћна птица која је најактивнија у периоду сумрака и заласка сунца. Исхрана се претежно састоји од инсеката као што су тврдокрилци и зрикавци. Студија спроведена 1993. године утврдила је да се исхрана ове сове састоји 91% од тврдокрилаца и 7% од зрикаваца. Много се мање храни малим глодарима вероватно што је веома мале величине, па јој је тешко да се избори са њима. Када лови, они стоји на грани, на висини од 4, 5 метара, тако да, када угледа плен, она се обруши на њега.
Током дана, кенијски ћук се одмара у густишу на дрвету, држећи тело непомично, а слабо дефинисане ушне праменове усправно. Једна јединка креће се на простору од око 12-14 хектара. Вероватно се гнезди у шупљинама дрвећа, али остале репродуктивне навике ове птице су слабо познате.

## Угроженост и заштита
Кенијски ћук се класификује као веома угрожена врста. Највећа опасност јесте деградација њеног станишта, то јест илегално крчење шума, које је последњих година постало веома учестало. Сеча старих и дебелих стабала тропских шума негативно утиче на ове птице, због тога што им понестаје места за гнежђење. У Танзанији се увелико и илегално секу шуме како би се повећала површина пољопривредног обрадивог земљишта. Шуме се секу и ради илегалне трговине дрвом, као и за огрев. Поред тога, кише су постале нередовне, а суше су постале јаче, што такође додатно угрожава ову врсту.
Ова врста укључена је у Вашингтонски споразум о заштити врста. И Кенија и Танзанија имају програме заштите шума у областима у којима живи кенијски ћук. Поједине организације финансирале су и пројекте којима су се надгледале ове птице, углавном ради добијања бољих информација и ради боље заштите.